# Дженгавер Катранджи
Дженгавер Катранджі (тур. Cengaver Katrancı, 1964 — 30 жовтня 1972) — турецький хлопчик, який жив у Західному Берліні, в районі Кройцберг. У віці 8 років він потонув у річці Шпрее, яка на той час у цьому місці була кордоном між Східним і Західним Берліном. Він очевидно не мав наміру потрапити до Східного Берліну, але з огляду на обставини його загибелі вважається жертвою Берлінського муру: незважаючи на присутність численних свідків, ніхто не допоміг потопаючій дитині, оскільки люди з обох боків кордону боялися зайти у заборонену зону.

## Обставини загибелі

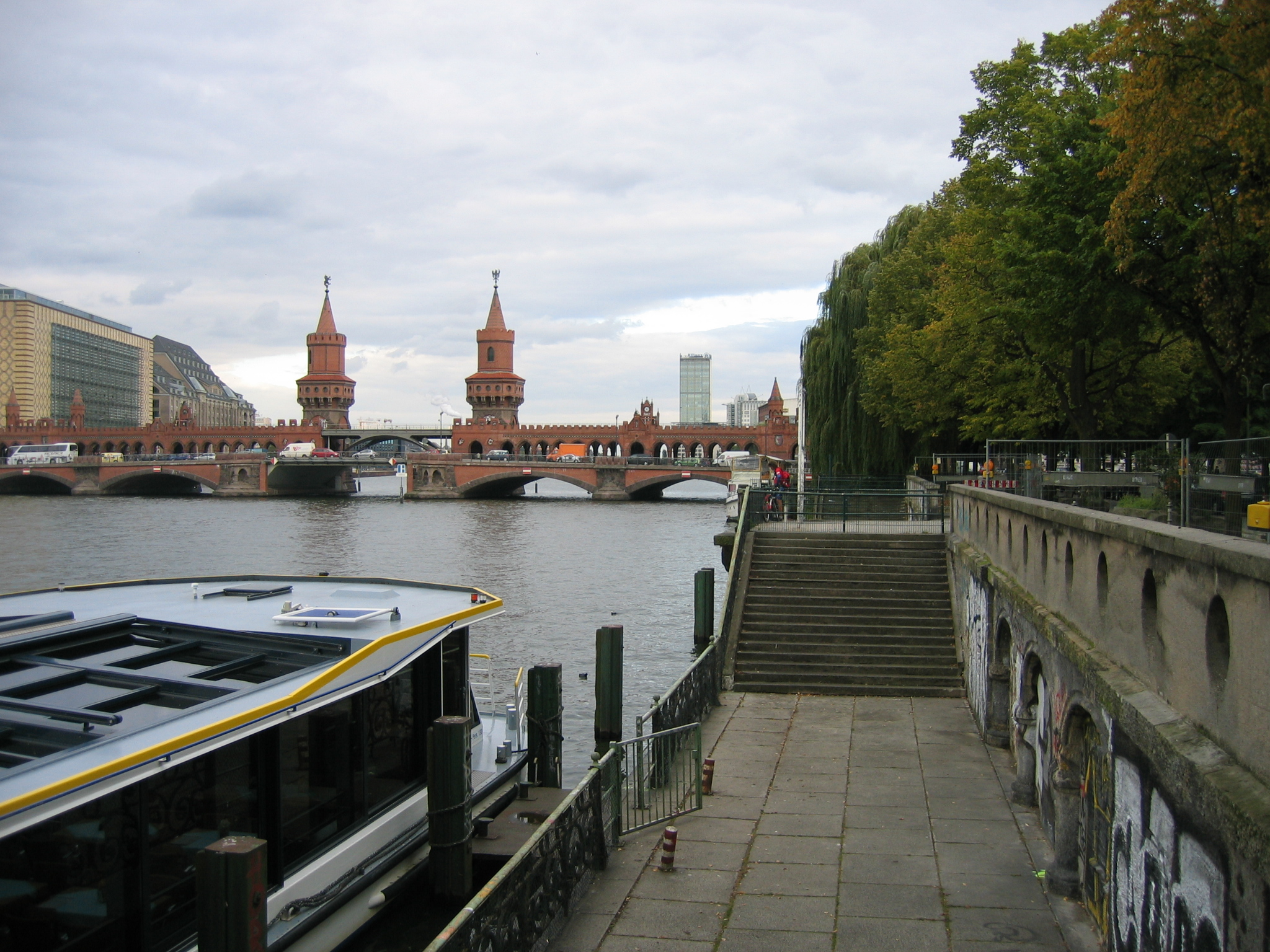
Набережна на річці Май-Аїм-Уфер (раніше Гребенуфер) у Кройцберзі. На задньому плані видно міст Обербаум.

30 жовтня 1972 року, приблизно о 13:00, восьмирічний Дженгавер Катранчі разом з другом годували лебедів на річці Шпрее поблизу вулиці Гребенуфер (нині Май-Аїм-Уфер). Катранчі втратив рівновагу та впав у річку, вся територія якої повністю належала Східному Берліну.
Поруч був присутній рибалка, але він не став рятувати дитину, побоюючись, що це буде розцінено як порушення кордону НДР, і східнонімецькі прикордонники можуть його застрелити. На місце події прибули викликані свідками пожежники Західного Берліна, включаючи двох водолазів, але вони не змогли втрутитися, оскільки не отримали дозволу на вхід у річку. Екіпаж присутнього східно-німецького пожежного катера також не ризикнув наближатися до західної набережної без дозволу, хоча люди на західній стороні кликали до них про допомогу.
Приблизно о 13:30 прибула поліція Західного Берліна. Після переговорів з офіцером прикордонної охорони на мосту Обербаум, близько 14:30 прибув східнонімецький рятувальний човен з водолазами Народної армії. Приблизно через півгодини водолази витягли з води тіло хлопчика.
Ввечері того ж дня мати хлопчика отримала дозвіл на в'їзд до Східного Берліна, щоб забрати його тіло. Ідентифікацію останків було проведено в Інституті судової медицини Шаріте. Відповідно до побажань матері, Дженгавера Катранджі було поховано в Анкарі, Туреччина.

## Інші подібні випадки

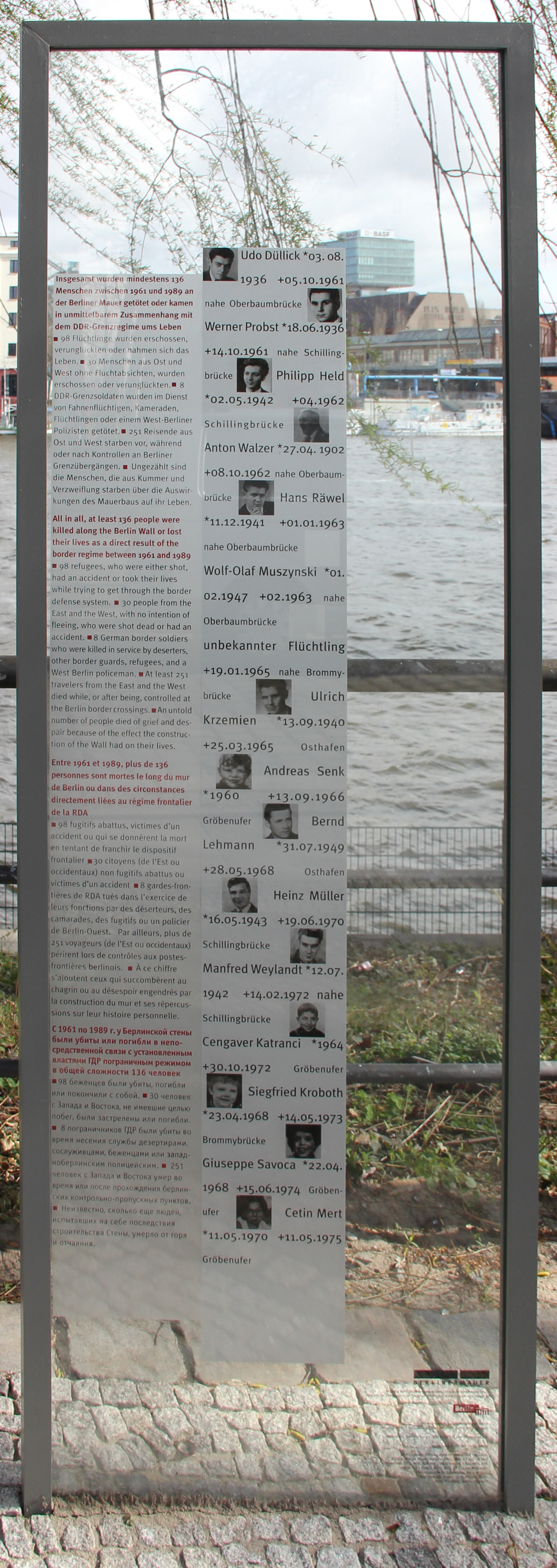
Дженгавер Катранджі (4-те фото знизу) на меморіальній дошці на Мей-Аїм-Уфер.

Дженгавер Катранджи став другим з п'яти дітей, які загинули за подібних обставин у тому ж місці або поблизу. Першим був 6-річний Андреас Сенк у 1966, решта троє — 5-річний Зігфрід Кробот (1973), 6-річний Джузеппе Савока (1974) та 5-річний Четін Мерт (1975).

## Юридичні наслідки
Після цього інцидента Сенат Західного Берліну розпочав переговори з НДР, в результаті чого в 1975 році набув чинності договір між двома німецькими країнами про співпрацю в рятувальних операціях на прикордонних водах. Навесні 1976 року на західно-берлінському березі встановили спеціальні аварійні будки, за допомогою яких свідок подібного інциденту міг подати візуальні та акустичні сигнали прикордонникам НДР, які потім аналогічним чином сигналізували про надання рятувальникам із Західного Берліна дозволу на проведення рятувальної операції.